# Maritza Arribas Robaina
Maritza Arribas Robaina est une joueuse d'échecs cubaine née le 2 juin 1971 à Santiago de Cuba.
Au 1er mai 2020, elle est la neuvième joueuse cubaine avec un classement Elo de 2 204 points.

## Biographie et carrière
Grand maître international féminin depuis 1999, Maritza Arribas Robaina a remporté onze fois le championnat de Cuba féminin de 1992 à 2015.
Vainqueur du championnat panaméricain d'échecs en 2000, elle a représenté Cuba lors des olympiades féminines d'échecs  à quinze reprises de 1988 à 2018 (en 2010, l'équipe féminine de Cuba finit quatrième de l'olympiade d'échecs de 2010).
Elle a participé au championnat du monde d'échecs féminin en 2000, 2001, 2004, 2006, 2008, 2012 et 2017 et se qualifia pour le deuxième tour du tournoi en 2000 (en battant Anna Zatonskih), 2006 (en battant la Chinoise Zhu Chen et 2012 (en battant Bela Khotenashvili).